# Mokolo
Mokolo är en ort i Kamerun.   Den ligger i regionen Nordligaste regionen, i den norra delen av landet, 800 km norr om huvudstaden Yaoundé. Mokolo ligger 813 meter över havet och antalet invånare är 275 239.
Terrängen runt Mokolo är platt åt sydost, men åt nordväst är den kuperad. Trakten runt Mokolo är ganska tätbefolkad, med 134 invånare per kvadratkilometer. Mokolo är det största samhället i trakten. Trakten runt Mokolo är en mosaik av jordbruksmark och naturlig växtlighet.